# Челюскінське сільське поселення
Челю́скінське сільське поселення (рос. Челюскинское сельское поселение) — муніципальне утворення у складі Казанського району Тюменської області, Росія.
Адміністративний центр — селище Челюскінців.

## Населення
Населення — 558 осіб (2020; 594 у 2018, 721 у 2010, 983 у 2002).

## Склад
До складу поселення входять такі населені пункти:
| Населений пункт      | Населення, осіб (2002) | Населення, осіб (2010) |
| -------------------- | ---------------------- | ---------------------- |
| Вакаріно, присілок   | 77                     | 14                     |
| Долматово, присілок  | 148                    | 107                    |
| Михайловка, присілок | 91                     | 64                     |
| Новосели, присілок   | 77                     | 2                      |
| Челюскінців, селище  | 590                    | 534                    |